# Dansk Melodi Grand Prix 1993
Melodi Grand Prix 1993 blev afholdt i Odense, efter at det havde foregået i Århus og Aalborg de foregående år. Der var lagt an til et stort show, hvor scenen blev domineret af en opbygning af den kommende Storebæltsbro.
Dansk Melodi Grand Prix blev afholdt lørdag 3. april 1993 i Odense Congress Center. Værterne var to kendinge, nemlig Keld Heick og Kirsten Siggaard. Henrik Krogsgaard var kapelmester, og Grand Prix koret bestod af Lei, Lupe og Lanny Moe samt Kenny Lübcke. 

## Deltagere
| Nr. | Sang                            | Kunstner                            | Komponist(er) / Tekstforfatter(e)           | Point  | Placering |
| 1   | "Går det ikk' – går det nok"    | Teddy Edelmann                      | Carsten Warming                             | –      | 6.        |
| 2   | "Født til kærlighed"            | Vivi Jacobsen                       | Rene A. Jensen / Paw Mølgård, Vivi Jacobsen | 2.281  | 5.        |
| 3   | "Godmorgen dag"                 | Iben Plesner                        | Ivar Lind Greiner / Iben Plesner            | –      | 6.        |
| 4   | "Elsker kun dig"                | Anders Nyborg                       | Fini Høstrup                                | –      | 6.        |
| 5   | "Første forårsdag"              | Ditte Højgaard Andersen             | Søren Bundgaard                             | 4.419  | 4.        |
| 6   | "Der er mer' mellem dig og mig" | Tine Bjerggaard & Gorm Bull Sarning | Jes Kerstein Larsen, Ebbe Ravn              | 13.715 | 2.        |
| 7   | "Hvor er din drøm"              | Anne Karin Broberg                  | Steen Gjerulff / Gunnar Geertsen            | 6.066  | 3.        |
| 8   | "Under stjernerne på himlen"    | Tommy Seebach Band                  | Tommy Seebach / Keld Heick                  | 16.463 | 1.        |
| 9   | "Bohemian"                      | Birgitte Gade                       | Michael Ronson / Martin Riel                | –      | 6.        |
| 10  | "Uno Mundo"                     | Gaia                                | Helge Engelbrecht                           | –      | 6.        |